# Saint-Yvi
Saint-Yvi är en kommun i departementet Finistère i regionen Bretagne i västra Frankrike. Kommunen ligger i kantonen Rosporden som tillhör arrondissementet Quimper. År 2022 hade Saint-Yvi 3 418 invånare.

## Befolkningsutveckling
Antalet invånare i kommunen Saint-Yvi
Referens:INSEE